# Sharon Lokedi
Sharon Lokedi (Eldoret, 10 de març de 1994) és una corredora kenyana de mitja i llarga distància. Va ser becada a la Universitat de Kansas on va estudiar Infermeria i Ciències Empresarials. Va començar a competir el 2015 en pista i camp a través. Tres anys més tard, va guanyar els 10.000 metres als 2018 NCAA Division I Outdoor Track and Field Championships. Ha estat 10 vegades campiona All-American i 12 vegades Big 12 Conference.
El 2022, en el seu debut en una marató, va guanyar amb 28 anys la Marató de Nova York amb un temps de 2:23:23.